# Leo Breiman
Leo Breiman (17 janvier 1928 – 5 juillet 2005) est un statisticien de renom à l'université de Californie. Il reçoit un grand nombre de prix, et est membre de l'Académie Nationale des Sciences (USA). Les contributions de Leo Breiman aident à combler le fossé entre les statistiques et l'Informatique, particulièrement dans le domaine de l'apprentissage automatique. Sa contribution la plus importante concerne son travail sur les arbres de régression et de classification et les ensembles d'arbres taillés pour les échantillons traités par les techniques de bootstrap. L’agrégation Bootstrap a été surnommée bagging par Leo Breiman lui-même. Un autre domaine approché par Leo Breiman fut celui des forêts d'arbres décisionnels.

## Ouvrages
- Probability, Addison-Wesley, 1968  (ISBN 0201006464)
- Probability and Stochastic Processes: With a View Toward Applications, Scientific Pr, 1986  (ISBN 0894260766)